# Miłocice (Oława)
Pour les articles homonymes, voir Miłocice.
Miłocice est une localité polonaise de la gmina de Jelcz-Laskowice, située dans le powiat d'Oława en voïvodie de Basse-Silésie.